# Arnaud (Haiti)
Arnaud este o comună din arondismentul Anse-à-Veau, departamentul Nippes, Haiti, cu o suprafață de 77,29 km2 și o populație de 18.842 locuitori (2009).